# Quinta Steenbergen
Quinta Steenbergen (Schagen, 2 april 1985) is een Nederlandse volleybalster. Zij debuteerde in 2005 in het Nederlands team. In 2016 werd Steenbergen geselecteerd voor het Nederlands vrouwenteam dat gaat deelnemen aan de Olympische Spelen in Rio de Janeiro.
Maret Balkestein-Grothues · Yvon Beliën · Anne Buijs · Laura Dijkema · Robin de Kruijf · Judith Pietersen · Celeste Plak · Myrthe Schoot · Lonneke Slöetjes · Debby Stam · Quinta Steenbergen · Femke Stoltenborg